# Afrokariben
Als Afrokariben bzw. afrokaribisch werden aus der Karibik stammende Menschen bezeichnet, deren Vorfahren ihre Wurzeln in Subsahara-Afrika hatten.

## Geschichte
Der Begriff wird häufig verwendet, um zwischen Bewohnern afrikanischer Abstammung und Bewohnern anderer ethnischer Herkunft zu unterscheiden, beispielsweise solchen europäischer, indigener, hindustanischer oder chinesischer Abstammung.
Im 16. Jahrhundert entstanden in Westindien Kolonien, die von Engländern, Franzosen, Holländern, Spaniern und Portugiesen gegründet wurden. Sie brachten überwiegend aus dem südlich der Sahara gelegenen Teil Afrikas stammende Menschen in ihre Kolonien (hauptsächlich aus dem westlichen und tropischen Afrika – den Völkern der Akan, Yoruba, Hausa, Kongo, Ewe usw.).
In den britischen Kolonien wurde die Sklaverei ab 1834 abgeschafft, in Haiti endete die Sklaverei mit der Rebellion der Schwarzen im späten 18. Jahrhundert, in den dänischen Kolonien ab 1847, in den französischen Kolonien ab 1848, dann in den niederländischen und spanischen Kolonien.
Die heutige Bevölkerung sind meist Nachkommen schwarzer Sklaven. Sie bilden die Mehrheit der Bevölkerung in Jamaika, Barbados, Bahamas, Grenada, Dominica, St. Lucia, St. Vincent und den Grenadinen, Antigua und Barbuda, St. Kitts und Nevis, Anguilla, den Jungferninseln und Kaimaninseln.
Nach dem Zweiten Weltkrieg wanderten viele Afro-Kariben nach Europa und Nordamerika ein.
Neben dem verbreiteten Katholizismus und Protestantismus (Anglikaner, Methodisten, Pfingstler) und verschiedenen anderen Religionen (wie Hinduismus, Judentum, sunnitischem Islam), haben verschiedene Religionen und Kulte starke afrikanische Ursprünge oder Bezüge (Voodoo, Rastafari usw., siehe den Hauptartikel Afroamerikanische Religionen).
Seit den 1960er-Jahren entwickeln sich ethnokulturelle und ethnopolitische Bewegungen westindischer Schwarzer für Westindien (Black Power in the Caribbean), die Suche nach dem afrikanischen Erbe etc.
Afrokaribische Gemeinschaften haben in ihren Heimatländern und in der Diaspora Persönlichkeiten hervorgebracht, die westliche, karibische und afrikanische Gesellschaften beeinflusst haben, wie die politischen Aktivisten Marcus Garvey und C. L. R. James, den Schriftsteller Aimé Césaire, den Gelehrten Frantz Fanon, den US-amerikanischen Militär und Staatsmann Colin Powell (seine Eltern hatten einen Migrationshintergrund) und den jamaikanischen Musiker Bob Marley.
In jüngerer Zeit ist eine sechsbändige General History of the Caribbean (Allgemeine Geschichte der Karibik) der UNESCO erschienen (im Rahmen der General and Regional Histories), die versucht, die historische Erfahrung ihrer Menschen und Gesellschaften von den frühesten Zeiten bis zur Gegenwart zu integrieren, und die so weit wie möglich von karibischen Historikern geschrieben wurde.

## Persönlichkeiten
Politik

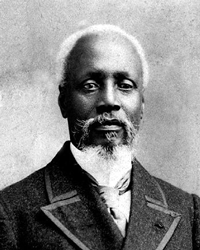
Der Haitianer Joseph-Anténor Firmin veröffentlichte 1885 in Paris De l’égalité des races humaines („Über die Gleichheit der Menschenrassen“) als Antwort auf das Buch Versuch über die Ungleichheit der Menschenrassen von Gobineau.

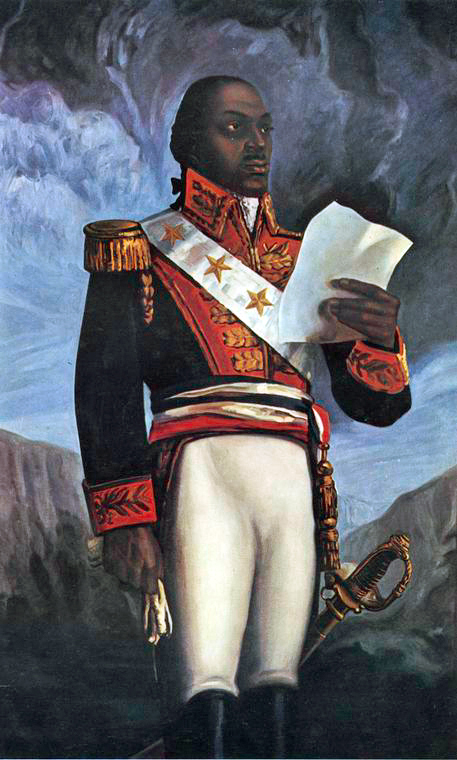
Toussaint Louverture

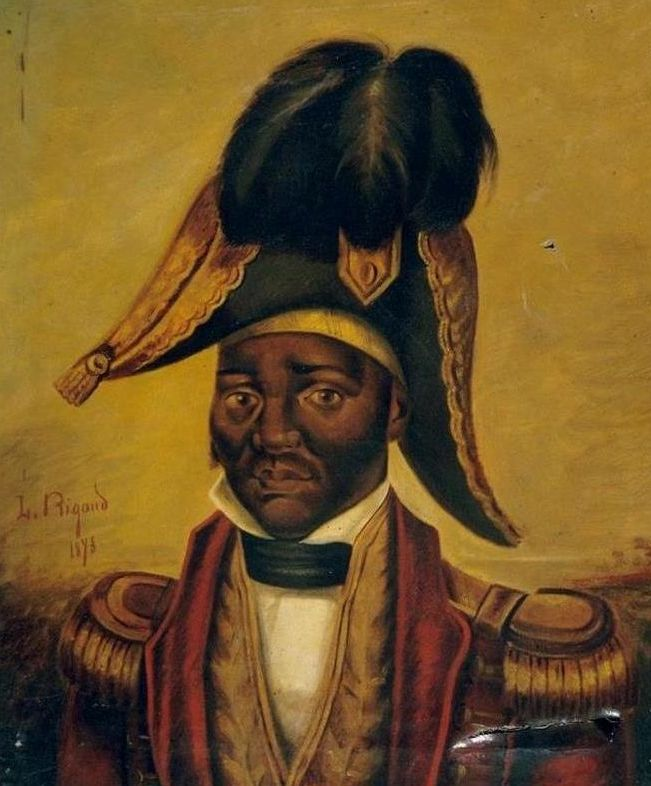
Jean-Jacques Dessalines

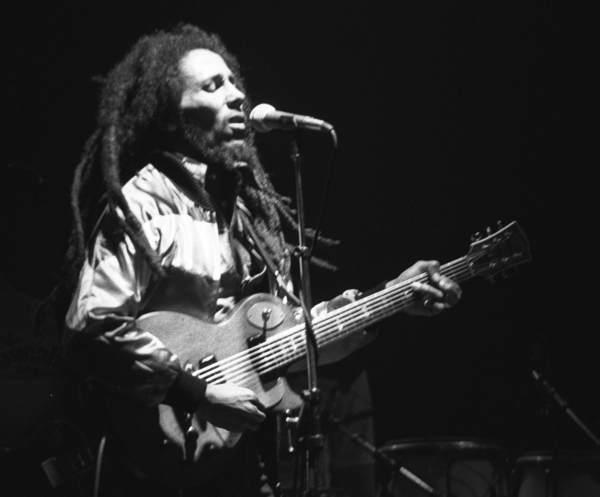
Bob Marley (Reggae-Musiker und Sänger der Songs I Shot the Sheriff und Small Axe)

- Toussaint Louverture (1743–1803) – Revolutionär, General und haitianischer Herrscher.
- Jean-Jacques Dessalines (1758–1806) – haitianischer Revolutionär, General und Staatsoberhaupt.
- Marcus Garvey (1887–1940) – jamaikanischer Politiker und Schriftsteller.
- Nanny of the Maroons (um 1700–um 1740) – jamaikanische Emanzipationsrevolutionärin.
- Bussa – Revolutionär der barbadischen Sklavenemanzipation.
- Henri Christophe (1767–1820) – haitianischer Revolutionär, General und Staatsoberhaupt.
- Jean-Bertrand Aristide (* 1953) – haitianischer Politiker, Vater und Staatschef.
- Portia Simpson Miller (* 1945) – jamaikanisches Staatsoberhaupt.
- Dean Barrow (* 1951) – belizianisches Staatsoberhaupt.
- Paul Bogle (zwischen 1815 und 1820–1865) – jamaikanischer politischer Aktivist.
- Solitude (1772–1802) – guadeloupeanische Emanzipationsrevolutionärin.
- Forbes Burnham (1923–1985) – Staatsoberhaupt von Guyana.
- Sam Hinds (* 1943) – Staatsoberhaupt von Guyana.
- Hugo Chavez (1954–2013) – venezolanisches Staatsoberhaupt.
- Pedro Camejo (ca. 1790–1821) – venezolanischer Emanzipationsrevolutionär.
- Michael Manley (1924–1997) – jamaikanischer Politiker.
- Stokely Carmichael (1941–1998) – trinidadischer Bürgerrechtsaktivist.
- Dutty Boukman (im 18. Jahrhundert–1791) – jamaikanischer und haitianischer Emanzipationsrevolutionär.
- Antonio Maceo Grajales (1845–1996) – kubanischer Revolutionär und General.
- Juan Almeida Bosque (1927–2009) – kubanischer Revolutionär und General.
- Mary Eugenia Charles (1919–2005) – dominikanisches Staatsoberhaupt.
- Kamala Harris (* 1964) – US-amerikanische Politikerin jamaikanischer Abstammung

Wissenschaft und Philosophie
- Frantz Fanon (1925–1961) – Schriftsteller, Psychologe und Bürgerrechtsaktivist.
- Stokely Carmichael (1941–1998) – trinidadischer Schriftsteller und Aktivist.
- Stuart Hall (1932–2014) – jamaikanischer Philosoph.
- Pedro Alonso Niño (1468–1505) – spanischer Seefahrer und Entdecker.
- Mary Seacole (1805–1881) – jamaikanische Krankenhausdirektorin.
- C. L. R. James (1901–1989) – trinidadischer Schriftsteller und Aktivist.
- Walter Rodney (1942–1980) – guyanischer Schriftsteller und Aktivist.
- Arlie Petters – belizianischer Professor und Mathematiker an der Duke University.

Kunst und Kultur
- Bob Marley (1945–1981) – jamaikanischer Komponist, Sänger und Musiker.
- Bobby Farrell (1949–2010)  – niederländischer Tänzer und Sänger
- Aimé Césaire (1913–2008) – martiniquesischer Schriftsteller.
- Bebo Valdés (1918–2013) – kubanischer Musiker.
- Earl Lovelace – trinidadischer Romanautor.
- Admiral T – guadeloupeanischer Musiker und Komponist.
- Celia Cruz (1925–2003) – kubanische Sängerin.
- Mighty Sparrow (* 1935) – Sänger und Songwriter aus Grenada/Trinidad.
- Carlos Acosta (* 1973) – kubanischer Balé-Tänzer.
- Derek Walcott (1930–2017) – Dichter aus Santa Lúcia.
- Joey Badass (* 1995) – Rapper aus Santa Lucia.
- Wyclef Jean (* 1969) – haitianischer Musiker, Sänger, Songwriter und Aktivist.
- Sidney Poitier (1927–2022) – Oscar-prämierter bahamaischer Schauspieler.
- Chevalier de Saint-Georges (1745–1799) – guadeloupeanischer Komponist.
- Frank Bowling (* 1936) – guianischer plastischer Maler.
- Anslem Douglas – Musiker und Komponist aus Trinidad und Tobago.[4]
- Rihanna (* 1988) – Sängerin und Komponistin aus Barbados.